# Eucereon venosa
Eucereon venosa là một loài bướm đêm thuộc phân họ Arctiinae, họ Erebidae.